# Dan Newhouse

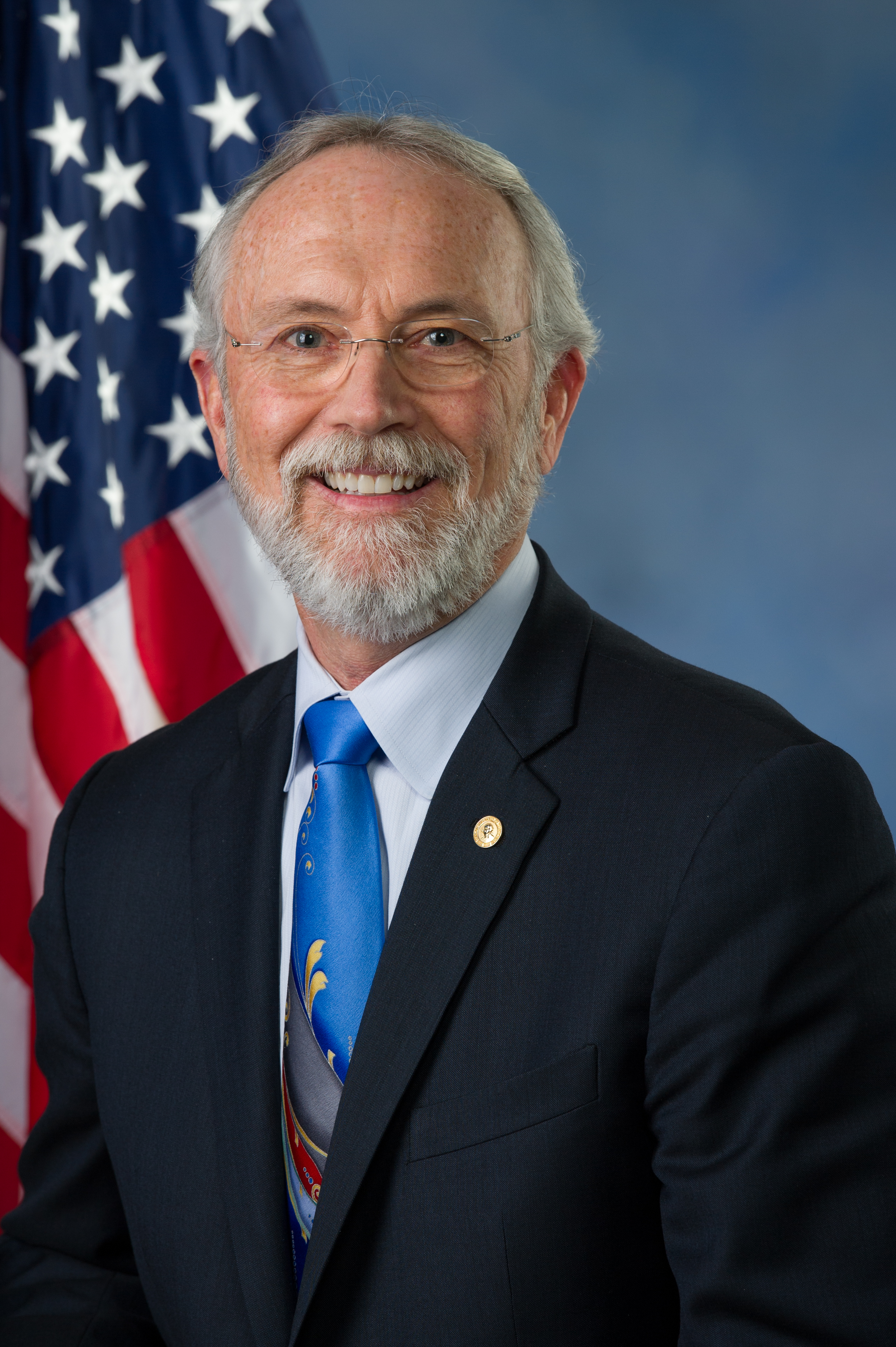
Dan Newhouse (2015)

Daniel Milton „Dan“ Newhouse (* 10. Juli 1955 in Sunnyside, Washington) ist ein US-amerikanischer Politiker der Republikanischen Partei. Seit Januar 2015 vertritt er den vierten Distrikt des Bundesstaats Washington im US-Repräsentantenhaus.

## Werdegang
Dan Newhouse wuchs auf der Farm seiner Eltern auf. Er absolvierte bis 1973 die Sunnyside High School in seinem Heimatort. Im Anschluss studierte er Landwirtschaft an der Washington State University. Dort erlangte er 1977 den Bachelor of Science. Danach betätigte er sich selbst als Farmer.
Newhouse ist Vater von zwei erwachsene Kinder.

## Politische Laufbahn
Politisch schloss er sich der Republikanischen Partei an. Zwischen 2003 und 2009 saß er als Abgeordneter im Repräsentantenhaus von Washington. Von 2009 bis 2013 bekleidete er das Amt des Landwirtschaftsministers seines Staates.
Bei den Kongresswahlen des Jahres 2014 wurde Newhouse im vierten Kongresswahlbezirk von Washington mit 51 Prozent der Wählerstimmen in das US-Repräsentantenhaus in Washington, D.C. gewählt, wo er am 3. Januar 2015 die Nachfolge von Doc Hastings antrat, der nach 20 Jahren im Amt nicht mehr kandidiert hatte. Er setzte sich in der Stichwahl gegen seinen Parteikollegen Clint Didier durch, nachdem beide in einer parteioffenen Primary die zwei ersten Plätze belegt hatten. Bei den Wahlen 2016 setzte sich Newhouse mit 58 zu 42 Prozent der Stimmen erneut gegen Didier durch. Im Jahr 2018 konnte er mit 62,8 % der Stimmen gegen die Demokratin Christine Brown gewinnen. 2020 siegte er mit 66 % gegen den Demokraten Doug McKinley. Die Primary (Vorwahl) für die Wahlen 2022 am 2. August konnte er mit 25,5 % knapp gewinnen, bei der Wahl im November setzte er sich mit 66,5 % gegen Doug White durch.
Nachdem er 2021 für zweite Amtsenthebungsverfahren gegen Donald Trump gestimmt hatte, rief Trump in der Vorwahl zur Kongresswahl 2024 zur Wahl von Newhouses Parteifreunden Jerrod Sessler und Tiffany Smiley auf. In der parteiübergreifenden Vorwahl, in der sich die beiden Erstplatzierten, unabhängig von Parteizugehörigkeit, zu einer Stichwahl in der Hauptwahl qualifizierten (Jungle Primary), wurde er zwar von Sessler auf den zweiten Platz verwiesen, qualifizierte sich aber. In der Hauptwahl schlug Newhouse dann Sessler mit 53 %. Seine aktuelle, insgesamt sechste Legislaturperiode im Repräsentantenhaus des 119. Kongresses läuft noch bis zum 3. Januar 2027.[veraltet]

### Ausschüsse
Newhouse ist aktuell Mitglied in folgenden Ausschüssen des Repräsentantenhauses:
- Committee on Appropriations
  - Agriculture, Rural Development, Food and Drug Administration, and Related Agencies
  - Energy and Water Development, and Related Agencies
  - Homeland Security

Zuvor war er auch Mitglied im Committee on Rules, Committee on Natural Resources und im Committee on Agriculture.

### Positionen
Newhouse vertritt stark republikanische Ansichten. Er spricht sich für ein liberales Waffenrecht aus. Außerdem ist er gegen das Recht auf Abtreibung.
Am 13. Januar 2021 stimmte Dan Newhouse zusammen mit neun anderen Abgeordneten der Republikaner und allen Abgeordneten der Demokraten für das zweite Impeachment-Verfahren gegen Donald Trump nach dem Sturm auf das Kapitol in Washington 2021. Er äußerte sich zuvor eindeutig in der Debatte:

„Der Mob wurde durch die Sprache und Falschinformationen des Präsidenten der Vereinigten Staaten aufgehetzt. […] Ein Votum gegen ein Amtsenthebungsverfahren ist ein Votum zur Bestätigung inakzeptabler Gewalt [und] zur Duldung der Untätigkeit von Präsident Trump.“